# Montaud, Hérault
Montaud är en kommun i departementet Hérault i regionen Occitanien i södra Frankrike. Kommunen ligger i kantonen Castries som tillhör arrondissementet Montpellier. År 2022 hade Montaud 1 024 invånare.

## Befolkningsutveckling
Antalet invånare i kommunen Montaud
Referens:INSEE